# NGC 243
NGC 243 ist eine linsenförmige Galaxie vom Hubble-Typ S0? im Sternbild Andromeda am Nordsternhimmel. Sie ist schätzungsweise 221 Millionen Lichtjahre von der Milchstraße entfernt und hat einen Durchmesser von etwa 60.000 Lichtjahren. 

Im selben Himmelsareal befinden sich u. a. die Galaxien NGC 233 und IC 43.
Das Objekt wurde am 18. Oktober 1881 von dem französischen Astronomen Édouard Jean-Marie Stephan entdeckt.